# Natuurpark Armañón
Het Natuurpark Armañón (Spaans: Parque natural de Armañón/Baskisch: Armañongo natura parkea) is een natuurpark in Baskenland in Spanje. Het natuurpark werd opgericht in 2006 en is 2971 hectare groot. Het natuurpark omvat gebergte, loofbossen en dolmens.